# 난징 올림픽 스포츠 센터
난징 올림픽 스포츠 센터는 중국 장쑤성 난징에 있는 다목적 경기장으로 현재는 주로 축구 경기 용도로 쓰이며 2005년에 지어졌으며 2007년부터 2021년까지 장쑤 FC의 홈 경기장으로 사용되었다.